# ポリスチレン
ポリスチレン（英: polystyrene、[ˌpɒliˈstaɪriːn]）とは、原油・ナフサを原料に合成されるスチレンをモノマーとするポリマーであるプラスチック樹脂である。略号はPSで、樹脂識別コード（SPIコード）は6である。スチロール樹脂（スチロールじゅし）とも呼ばれる。
ポリスチレンは1935年に初めて工業化され、80年以上の歴史がある。現在、世界中で約1200万トンのポリスチレンが使われている。ポリエチレン（高密度と低密度の2種類）、ポリプロピレン、ポリ塩化ビニルと並び、5大汎用樹脂のひとつに挙げられている。
ポリスチレンは大きく分けると、透明性が高く硬いという特徴の汎用ポリスチレン（GPPS）と、ゴム成分を加えて衝撃性を改良した乳白色の耐衝撃性ポリスチレン（HIPS）の2種類がある。

## 概要
一般的に用いられているポリスチレンは過酸化ベンゾイルをイニシエーター（ラジカル開始剤）としてスチレンをラジカル重合して得られるアタクチック構造を持つプラスチックであり、非晶性のポリマーである。
アタクチックポリスチレンは熱可塑性樹脂で安価であり、容易に射出成形できる事から日用品やプラモデルの素材として広く用いられている。
比較的硬質の、無色透明あるいは白色のプラスチックで、染色性、塗装性や接着性、切削等の加工性も良好。プラモデルでは弾力性や耐摩耗性などの強度面からABS樹脂など他素材を組み合わせたキットが増えているが、これら異種素材は塗装や加工に各々難点があり注意を要する。その対策としてバンダイ（当時、現バンダイスピリッツ）では強度と耐久性を高めたKPS（強化ポリスチレン）を開発した。
欠点として、弾性に乏しく曲げや衝撃に弱く、傷もつきやすい。また経年とともに黄変や曇りを生じ、実用品としてはやや耐久性が劣る。
またポリスチレンに発泡剤を用いて成型する発泡スチロールは食品の断熱容器の他、近年は建築用断熱材としても広く用いられている。
熱可塑性を利用して、プラ板として学校の工作やキーホルダーなどの工芸品の製作に使用されることもあるが、易燃性で、引火ないし高温を加えると有機溶剤･石油系の強い臭気と黒煙を発するため、オーブンレンジ等で過熱する際には温度を上げ過ぎないように注意する。
また、メタロセン触媒による重合ではシンジオタクチック構造を持つポリスチレンを合成することができる。これによって生成するポリスチレンは結晶性の高分子であり、不透明であるが、アタクチックポリスチレンよりも耐熱性に優れている。
テルペン油・エゴマ油・シソ油など一部の食用油、リモネン（柑橘類に含まれる）、ベンジン、シンナーなどに溶ける。また、アルコールと長期間接すると味を変質させることがある。

## 参考画像

PSの樹脂識別コード
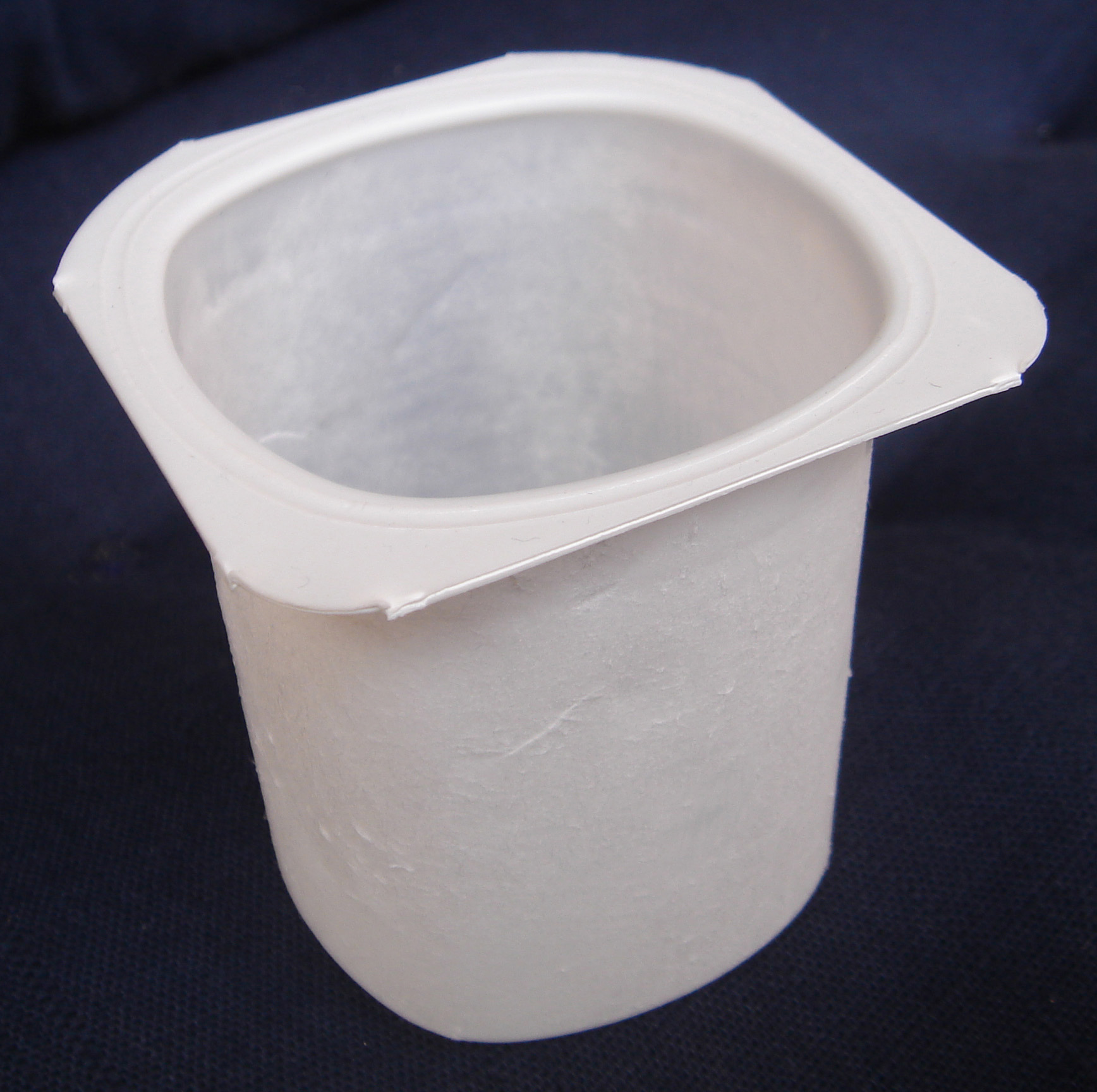
ポリスチレン製食品容器
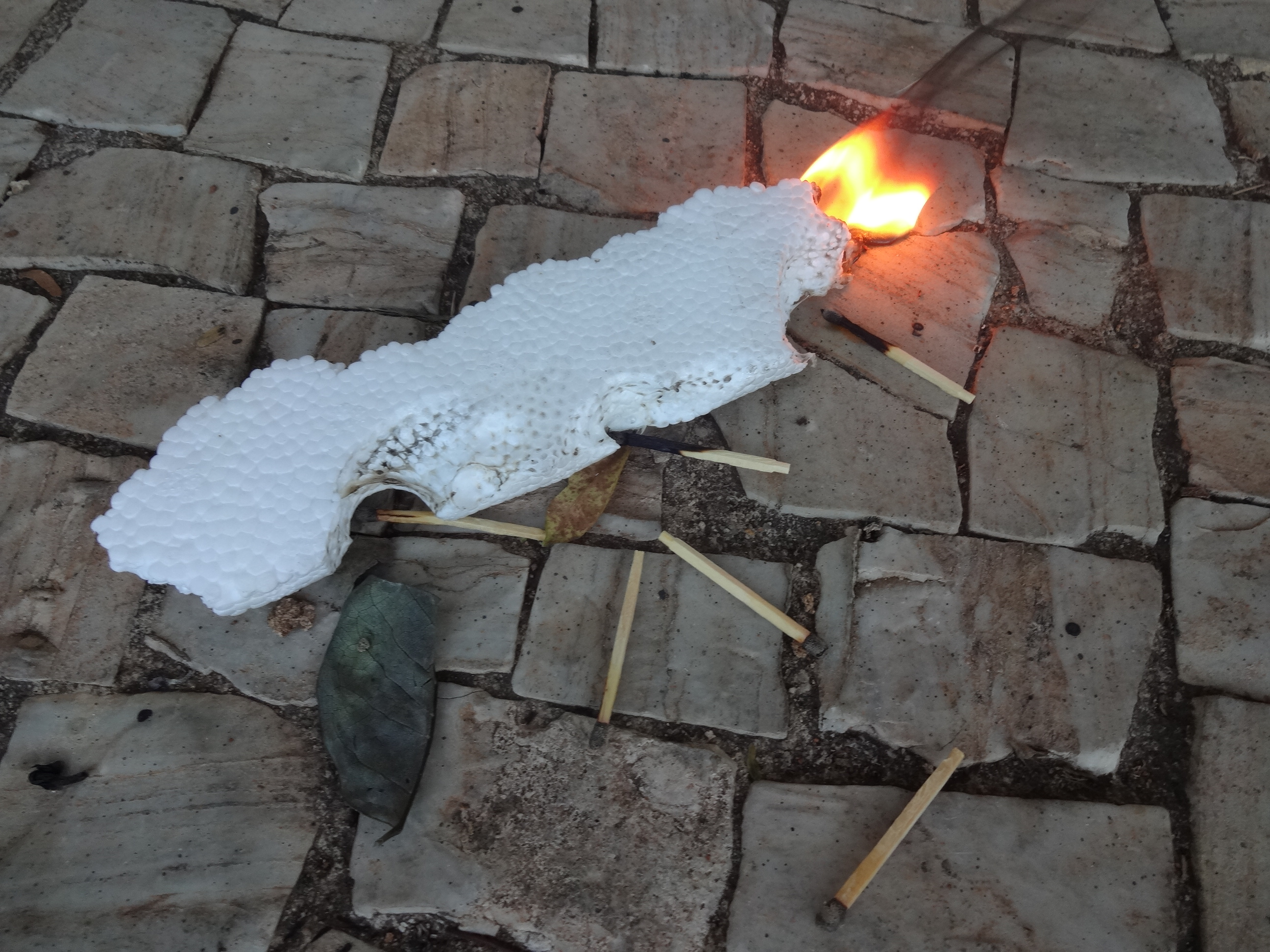
ポリスチレンは可燃性である
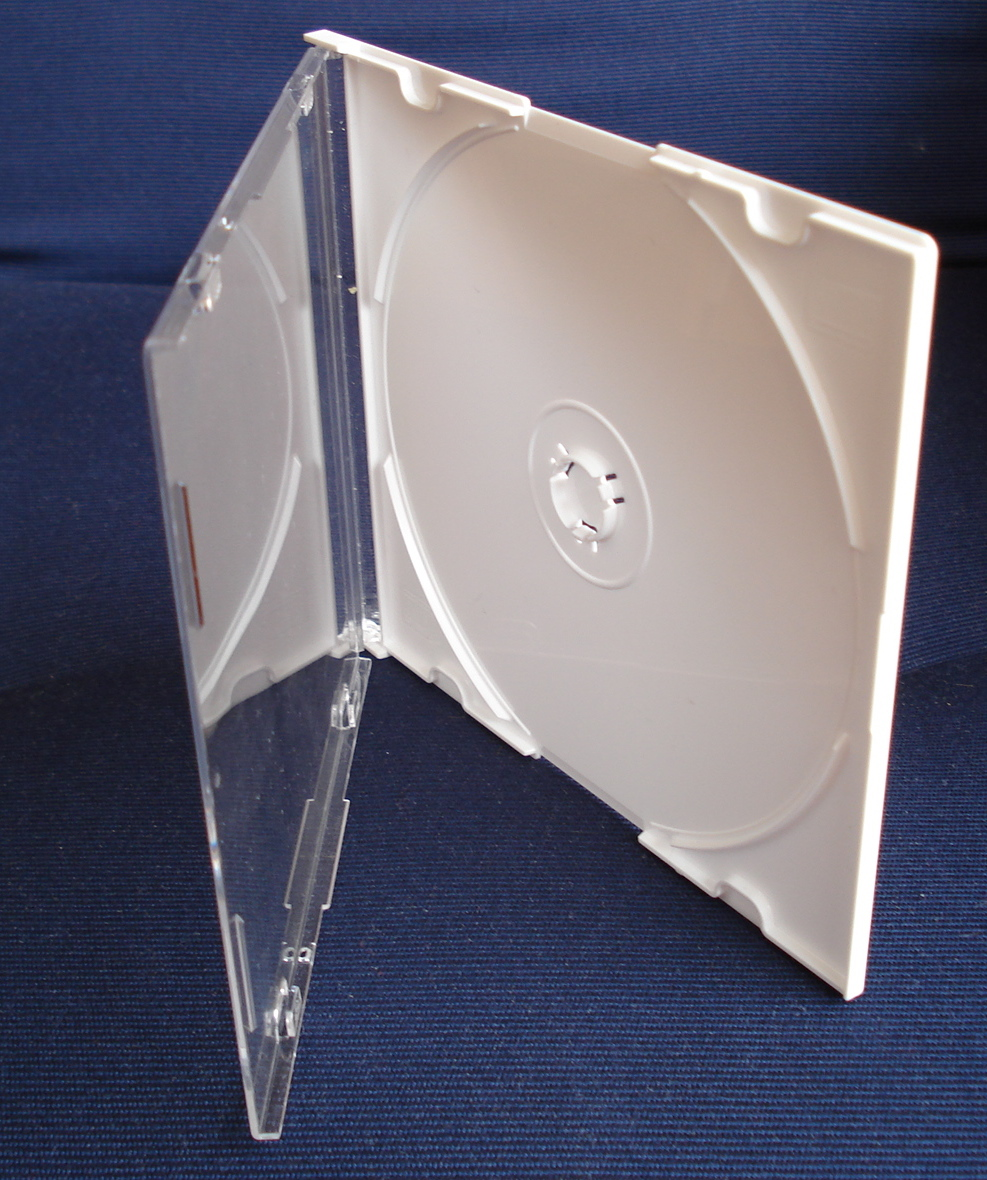
汎用ポリスチレン（GPPS）と耐衝撃性ポリスチレン（HIPS）から作られたCDケース
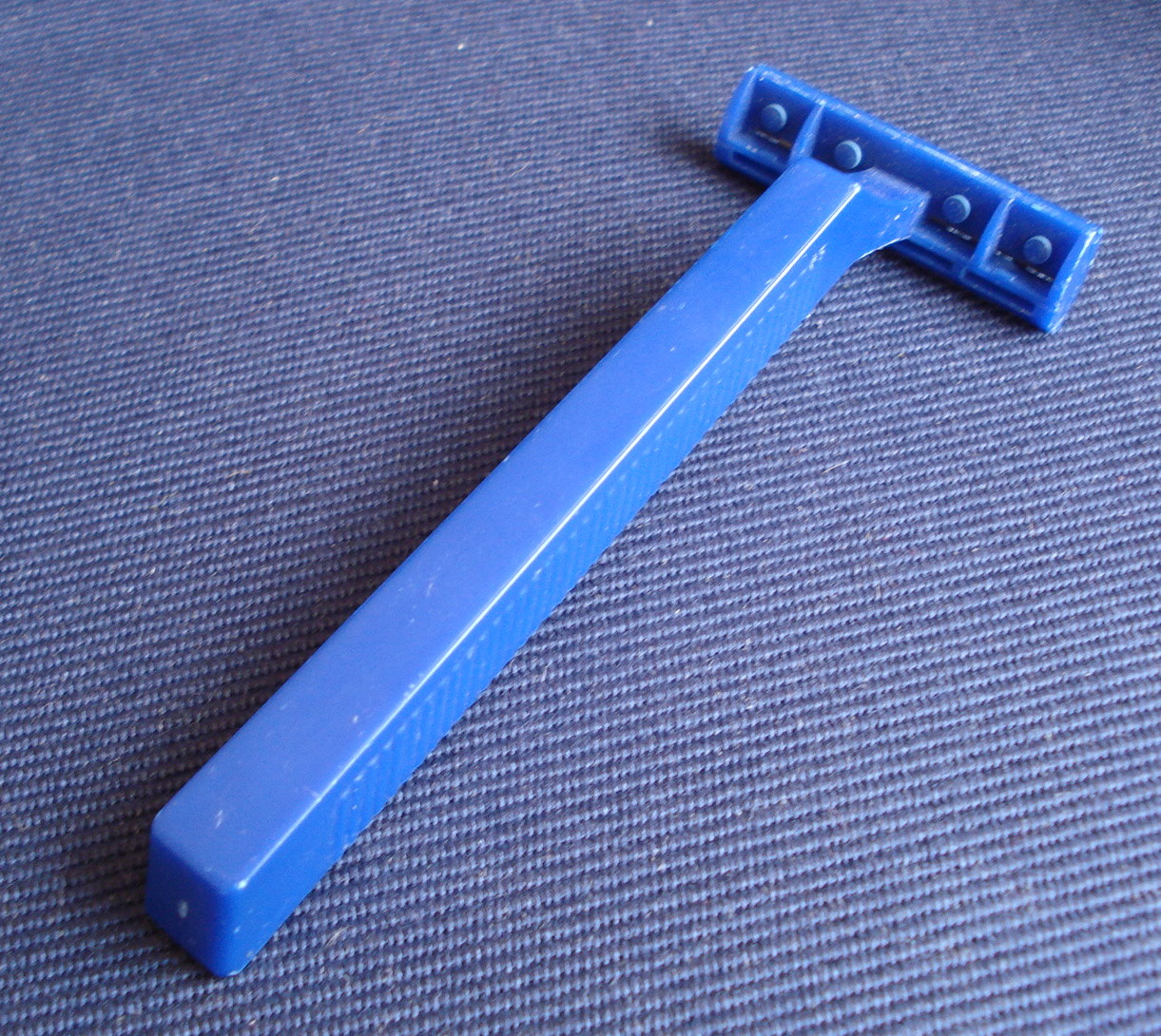
使い捨てポリスチレンかみそり
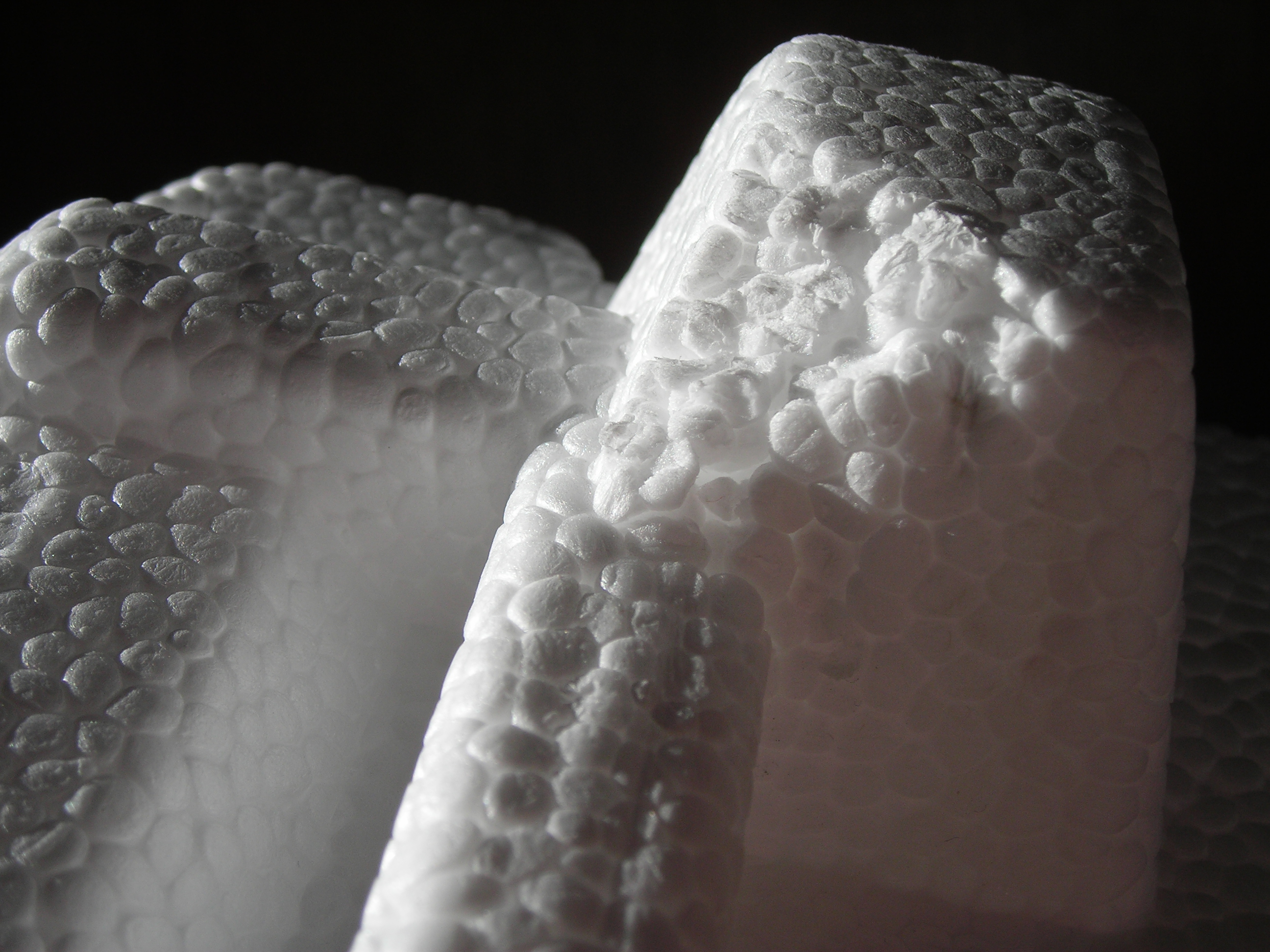
発泡ポリスチレン包装のクローズアップ
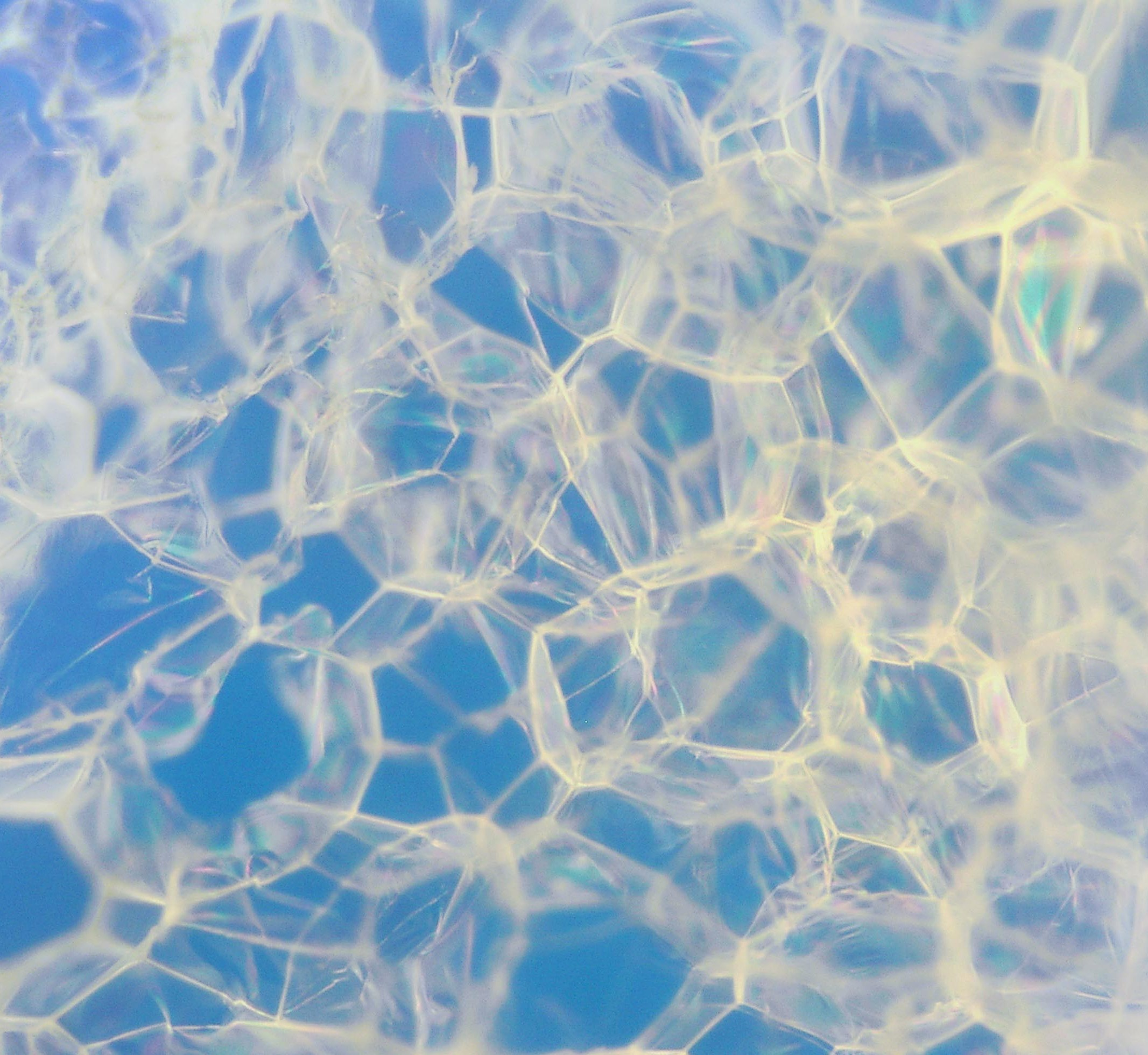
発泡スチロールの顕微鏡像
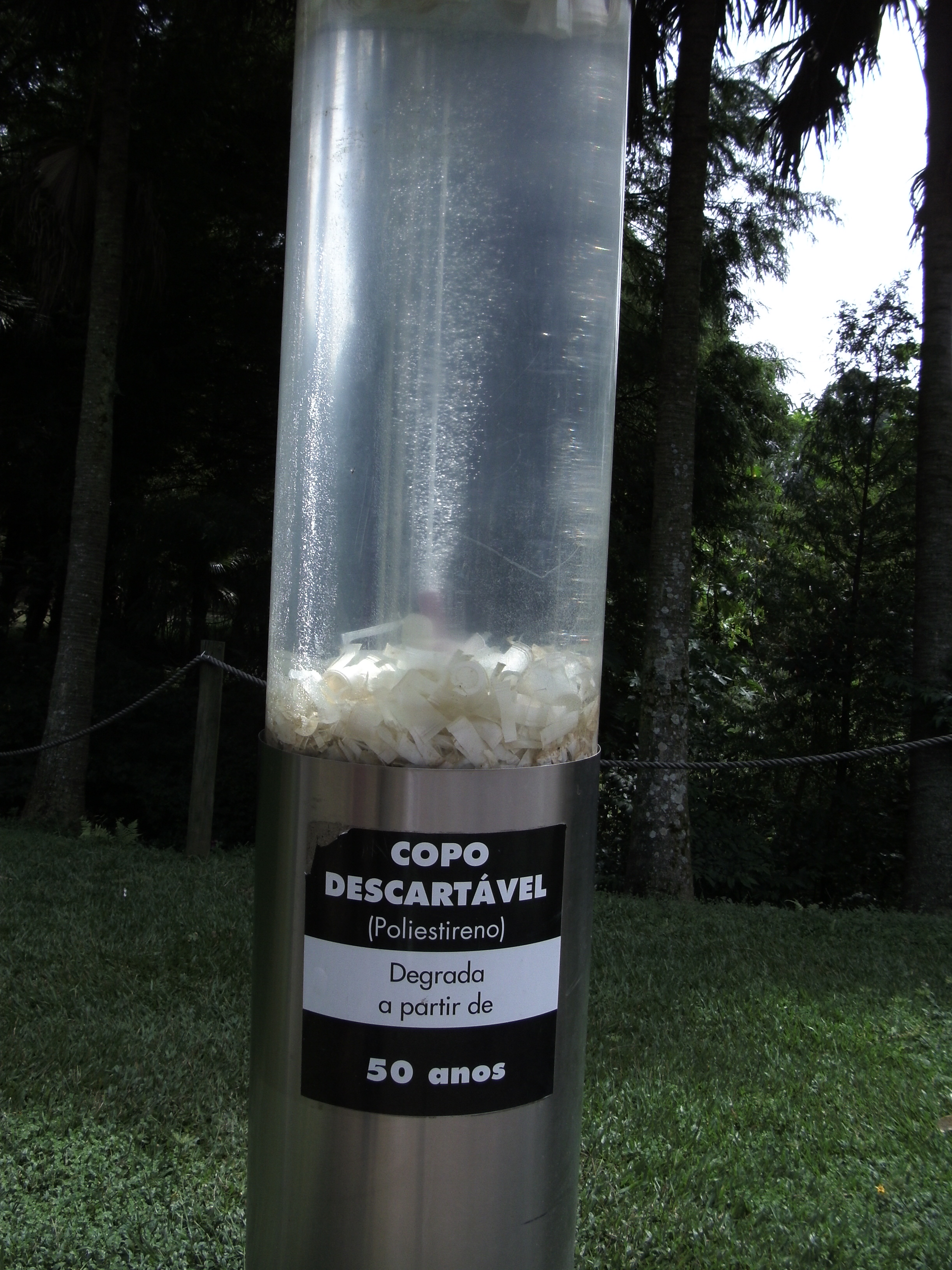
環境では、分解するために約50年かかる
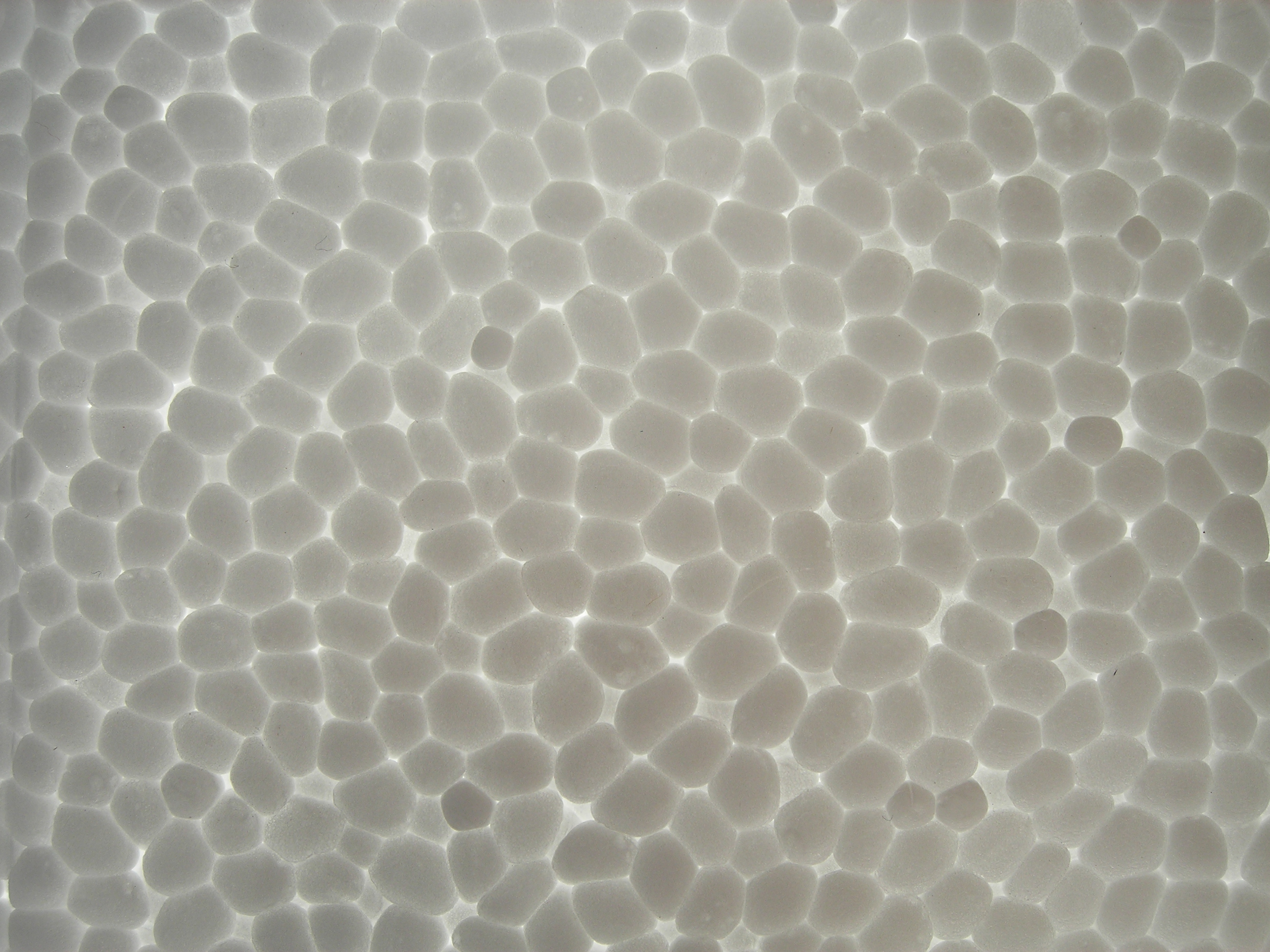
約1cmの厚さのポリスチレンのシートは、太陽光が透過する